# Bisdom Melipilla
Het bisdom Melipilla (Latijn: Dioecesis Melipillensis) is een rooms-katholiek bisdom met als zetel Melipilla, in Chili. Het bisdom is suffragaan aan het aartsbisdom Santiago de Chile. 

## Geschiedenis
Het bisdom werd opgericht op 4 april 1991, uit delen van het aartsbisdom Santiago de Chile. 

## Parochies
Het bisdom had in 2021 een oppervlakte van 6.217 km2 en telde 589.625 inwoners waarvan 74,0% rooms-katholiek was.

## Bisschoppen
- Pablo Lizama Riquelme (4 april 1991 - 4 januari 1999)
- Enrique Troncoso Troncoso (28 mei 2000 - 7 maart 2014)
- Cristián Contreras Villarroel (7 maart 2014 - heden)

Santiago de Chile (aartsbisdom) · Linares · Melipilla · Rancagua · San Bernardo · San Felipe · Talca · Valparaíso